# Latisberg
Latisberg är en kulle i Österrike.   Den ligger i  förbundslandet Wien, i den östra delen av landet, 8 km nordväst om huvudstaden Wien. Toppen på Latisberg är 488 meter över havet, eller 55 meter över den omgivande terrängen. Bredden vid basen är 0,64 km.
Terrängen runt Latisberg är kuperad åt nordväst, men åt sydost är den platt. Runt Latisberg är det mycket tätbefolkat, med 3 623 invånare per kvadratkilometer.. Närmaste större samhälle är Wien, 7,7 km sydost om Latisberg. 
Runt Latisberg är det i huvudsak tätbebyggt.